# Décès en 1953
Décès
- 1949
- 1950
- 1951
- 1952
- 1953
- 1954
- 1955
- 1956
- 1957

Cet article présente une liste de personnalités mortes au cours de l'année 1953.

Les mois de l'année font également l'objet de listes spécifiques :

## Décès par mois

### Date précise inconnue
- Lucien Adrion, peintre et aquarelliste français (° 1889).
- Haïm Attar, peintre israélien (° 18 décembre 1902).
- Paul-Marcel Balmigère, peintre français (° 31 août 1882).
- Gustave Barrier, peintre français (° 1871).
- Madeleine Berly-Vlaminck, peintre française (° 1896).
- Mario Bettinelli, peintre italien (° 1880).
- Marie Butts, pédagogue française (° 1870).
- Eduardo Caba, compositeur nationaliste, pianiste et professeur de musique bolivien (° 1890).
- Juan Rocasolano Camacho, footballeur espagnol (° 27 mars 1913).
- Si Djilani, homme politique algérien (° septembre 1886).
- Kosaka Gajin, peintre japonais (° 1877).
- Jules Hervé-Mathé, peintre français (° 8 février 1868).
- Ugo Piatti, peintre italien (° 1888)
- Maurice Schwaab, compositeur, pianiste et organiste français (° 12 octobre 1888).
- Élisabeth Sonrel, peintre et illustratrice française (° 1874).

### Janvier
- 1er janvier : Hank Williams, chanteur et musicien américain de musique country (° 17 septembre 1923).
- 2 janvier : 
  - Guccio Gucci, couturier italien, fondateur de la marque Gucci (° 26 mars 1881).
  - Gordon Daniel Conant, homme politique canadien (° 11 janvier 1885).
- 5 janvier : Mitchell Hepburn, homme politique canadien (° 12 août 1896).
- 9 janvier :
  - Jean Brusselmans, peintre belge (° 13 juin 1884).
  - Gabriel Poulain, coureur cycliste français (° 14 février 1884).
- 10 janvier : Theo Mackeben, pianiste, chef d'orchestre et compositeur allemand (° 5 janvier 1897).
- 13 janvier : Alfred Laliberté, sculpteur québécois (° 19 mai 1878).
- 16 janvier : Marcel Delamarre de Monchaux, peintre français (° 18 avril 1876).
- 17 janvier : Jean de Bosschère, écrivain et peintre français d'origine belge (° 5 juillet 1878).
- 23 janvier : Raymond de La Nézière, peintre, illustrateur et caricaturiste français  (° 21 février 1865).
- 25 janvier : Tony Tollet, peintre français (° 6 novembre 1857).
- 26 janvier : Athanase David, avocat et homme politique québécois (° 24 juin 1882).
- 28 janvier : Jérôme Tharaud, écrivain français (° 18 mai 1874).
- 30 janvier :
  - Lionel Belmore, acteur et réalisateur anglais (° 11 mai 1867).
  - Stanley Logan, acteur, dialoguiste, metteur en scène et réalisateur anglais (° 12 juin 1885).

### Février
- 1er février : Vsevolod Zaderatski, compositeur et pianiste russe (° 21 décembre 1891).
- 6 février :
  - Frédéric Fiebig, peintre letton (° 17 mai 1885).
  - Edgar Norton, acteur britannique (° 11 août 1868).
- 9 février : Cecil Hepworth, réalisateur, producteur de cinéma, acteur, directeur de la photographie et scénariste britannique (° 19 mars 1874).
- 11 février : Uroš Predić, peintre réaliste serbe puis yougoslave (° 7 décembre 1857).
- 12 février :
  - Semion Goudzenko, poète soviétique (° 5 mars 1922).
  - Léon Hamonet,  peintre français (° 13 décembre 1877).
- 17 février : Enrique Peris de Vargas, footballeur et athlète espagnol (° 1885).
- 18 février : France Leplat, peintre français (° 15 décembre 1895).
- 20 février : Francesco Saverio Nitti, homme politique italien, président du Conseil du royaume d'Italie en 1919-1920. (° 19 juillet 1868)
- 24 février : Gerd von Rundstedt, militaire allemand (° 12 décembre 1875).
- 28 février : Eleazar Sukenik, archéologue israélien (° 12 août 1889).

### Mars
- 3 mars : Josef Fischer, coureur cycliste allemand (° 20 janvier 1865).
- 5 mars :
  - Joseph Staline (Joseph Vissarionovitch Staline), dirigeant de l'Union soviétique de 1922 à 1953 (° 21 décembre 1879).
  - Sergueï Prokofiev, compositeur russe (° 23 avril 1891).
- 13 mars : Johan Laidoner, militaire estonien (° 31 janvier 1884).
- 16 mars : Paul Frölich, militant luxembourgiste (° 7 août 1884).
- 17 mars :
  - Pierino Albini, coureur cycliste italien (° 25 décembre 1885).
  - Conrado del Campo, compositeur, professeur et chef d'orchestre espagnol (° 28 octobre 1878).
- 23 mars :
  - Raoul Dufy, peintre français (° 3 juin 1877).
  - Joseph Vanderborght, homme politique belge (° 4 janvier 1869).
- 28 mars :
  - Lucienne de Saint-Mart, peintre française (° 8 octobre 1866).
  - Valentine de Saint-Point, écrivain, poète, peintre, dramaturge, critique d'art, chorégraphe, conférencière et journaliste (° 16 février 1875).
- 30 mars : Alexandre Vachon, archevêque d'Ottawa (° 16 août 1885).
- 31 mars : Władysław Jahl, peintre polonais (° 10 août 1886).

### Avril
- 3 avril :
  - Algot Lönn, coureur cycliste suédois (° 18 décembre 1887).
  - Jean Epstein, réalisateur français (° 25 mars 1897).
- 6 avril : Mario Cevolotto, homme politique italien (° 1er avril 1887).
- 7 avril : Marcel Berthet, coureur cycliste français (° 4 mars 1888).
- 9 avril : Juan Duarte, producteur de cinéma et homme politique argentin (° 1914).
- 11 avril : Gratien Candace, homme politique Guadeloupe, France (° 18 décembre 1873).
- 21 avril : Emmett King, acteur américain (° 31 mai 1865).
- 26 avril : Raymond Bigot, sculpteur animalier et peintre français (° 17 mai 1872).
- 27 avril : Maud Gonne, comédienne et révolutionnaire irlandaise (° 21 décembre 1866).
- 29 avril :
  - Kiki de Montparnasse, modèle et artiste française (° 2 octobre 1901).
  - Moïse Kisling, peintre français d'origine polonaise (° 22 janvier 1891).

### Mai
- 1er mai :
  - Yvonne Serruys, sculptrice française (° 26 mars 1873).
  - Frans Slager, peintre et dessinateur néerlandais (° 23 avril 1876).
- 3 mai : Oldřich Blažíček, peintre austro-hongrois puis tchécoslovaque (° 5 janvier 1887).
- 12 mai : Fritz Mackensen, peintre allemand (° 8 avril 1866).
- 14 mai :
  - Crauford Kent, acteur anglais (° 12 octobre 1881).
  - Yasuo Kuniyoshi, peintre et dessinateur japonais (° 1er septembre 1893).
- 15 mai : Chet Miller, pilote automobile d'Indy car américain (° 19 juillet 1902).
- 16 mai :
  - Gabriel Dadié, agriculteur, syndicaliste et homme politique français (° 14 mai 1891).
  - Django Reinhardt, guitariste de jazz français (° 23 janvier 1910).
- 18 mai : Alfred Swieykowski, peintre français (° 21 septembre 1869).
- 20 mai : Werner Jaegerhuber, musicien, compositeur, ethnographe et professeur de musique haïtien (° 17 mars 1900).
- 26 mai : Marcel Bloch,  peintre et sculpteur français (° 11 juillet 1884).
- 30 mai : Dooley Wilson, acteur, chanteur et batteur de jazz américain (° 3 avril 1886).
- 31 mai : Vladimir Tatline, peintre et sculpteur constructiviste russe puis soviétique (° 12 décembre 1885).

### Juin
- 3 juin : 
  - Hector Plancquaert, homme politique belge (° 21 décembre 1863).
  - Pierre-Paul Ulmer, résistant français et compagnon de la libération  (° 29 août 1911).
- 4 juin : Mary Alice Willcox, zoologiste américaine (° 24 avril 1856).
- 5 juin :
  - Roland Young, acteur britannique (° 11 novembre 1887).
  - Bill Tilden, tennisman américain (° 10 février 1893).
- 8 juin :
  - Henriette Daux, peintre, pastelliste et auteure française (° 21 septembre 1864).
  - Marcel Poncin, acteur, peintre et dessinateur français (° 27 août 1890).
  - Albert Sébille, peintre et affichiste français (° 26 juillet 1874).
- 9 juin : Claire Heliot, dompteuse allemande (° 9 février 1866).
- 12 juin : Louis Roger, peintre français  (° 26 août 1874).
- 15 juin : Muhammad Loutfi Goumah, écrivain égyptien (° 18 janvier 1886).
- 16 juin : Margaret Bondfield, première femme ministre au Royaume-Uni[1] (° 17 mars 1873).
- 19 juin : Ethel et Julius Rosenberg, espions (?) américains condamnés à mort (elle ° 28 septembre 1915, lui ° 12 mai 1918).
- 20 juin :
  - Henri De Man, homme politique belge (° 17 novembre 1885).
  - Harriet Kirkwood, peintre irlandaise (° 28 septembre 1880).
- 23 juin : Albert Gleizes, peintre, dessinateur, graveur, philosophe et théoricien français (° 8 décembre 1881).
- 26 juin : Antonio Abenoza, footballeur espagnol (° 1er septembre 1926).
- 29 juin : Jules Van Nuffel, chanoine et compositeur belge (° 21 mars 1883).
- 30 juin :
  - Ivor Barnard, acteur anglais (° 13 juin 1887).
  - Dirk van Haaren, peintre néerlandais (° 21 avril 1878).
  - Vsevolod Poudovkine, réalisateur soviétique (° 28 février 1893).

### Juillet
- 2 juillet : Ho Kŏ-i, homme politique nord-coréen (° 18 mars 1908).
- 3 juillet :
  - Gordon Campbell, vice-amiral et homme politique britannique (° 6 janvier 1886).
  - Gaston Rebry, coureur cycliste belge (° 26 janvier 1905).
- 12 juillet :
  - Joseph Jongen, compositeur et organiste belge (° 14 décembre 1873).
  - Herbert Rawlinson, acteur et producteur britannique (° 15 novembre 1885).
- 16 juillet :
  - Louis Cattiaux, peintre et poète français (° 17 août 1904).
  - Henri de Maistre, peintre français (° 14 avril 1891).
- 17 juillet : Bernhard van den Sigtenhorst Meyer, compositeur et musicologue néerlandais (° 17 juin 1888).
- 20 juillet : Léon Dumarsais Estimé, homme politique haïtien (° 21 avril 1900).

### Août
- 4 août : 
  - Claud O'Donnell, joueur de rugby australien (° 30 janvier 1886).
  - Francisc Șirato, peintre et graphiste roumain (° 15 août 1877).
- 6 août : Houseley Stevenson, acteur américain d'origine anglaise (° 30 juillet 1879).
- 7 août : William Bambridge, footballeur français (° 23 juin 1911).
- 9 août : Lucien Adrion, peintre et aquarelliste français (° 25 mai 1889).
- 11 août : Tazio Nuvolari, coureur motocyliste et pilote automobile italien (° 16 novembre 1892).
- 14 août : Louis Payne, acteur américain (° 13 janvier 1873).
- 15 août : Albert Austin, acteur et réalisateur britannique (° 13 décembre 1882).
- 23 août : Arturo Noci, peintre italien (° 23 avril 1874).
- 26 août : Lucien Genin, peintre français (° 9 novembre 1894).
- 27 août : Atanasio Soldati, peintre italien (° 24 août 1896).
- 29 août : Mary Ann Hutton, écrivaine de langue irlandaise (° 1862)
- 30 août : Dimitar Nenov, architecte et compositeur bulgare (° 19 décembre 1901).
- 31 août : Paul Bellemain, architecte français (° 5 janvier 1886).

### Septembre
- 1er septembre :
  - René Herbin, compositeur et pianiste français (° 1911).
  - Jacques Thibaud, violoniste français (° 27 septembre 1880).
- 2 septembre : George Stewart Henry, premier ministre de l'Ontario (° 16 juillet 1871).
- 10 septembre : Róbert Berény, peintre hongrois (° 18 mars 1887).
- 17 septembre : Wen Xiu, Concubine Impériale Shu (° 20 décembre 1909).
- 18 septembre : Charles de Tornaco, pilote automobile belge (° 7 juin 1927).
- 22 septembre : Joan Jameson, peintre irlandaise (° 4 octobre 1892).
- 24 septembre :
  - Lucien Lévy-Dhurmer, peintre, sculpteur et céramiste symboliste français (° 30 septembre 1865).
  - Jacobo Fitz-James Stuart y Falcó, homme politique, diplomate, auteur et mécène espagnol (° 17 octobre 1878).
- 28 septembre :
  - Edwin Hubble, astrophysicien américain (° 20 novembre 1889).
  - Florent Méreau, peintre français (° 13 avril 1892).
- 29 septembre : Bronisława Janowska, peintre réaliste et éditrice polonaise (° 13 juillet 1868).

### Octobre
- 3 octobre : Arnold Bax, compositeur anglais (° 8 novembre 1883).
- 6 octobre : Amin Ali Nasser ad-Din, journaliste, romancier libanais (° 25 janvier 1876).
- 7 octobre :
  - Émile Bouhours, coureur cycliste français (° 3 juin 1870).
  - Emil Filla, peintre austro-hongrois puis tchécoslovaque (° 4 avril 1882).
- 8 octobre : Maurice Décamps, peintre français (° 2 octobre 1892).
- 10 octobre : Gustave Dennery, peintre français (° 6 mars 1863).
- 11 octobre : Morenito de Valencia (Aurelio Puchol Aldas), matador espagnol (° 26 mars 1914).
- 14 octobre : Everett Brown, acteur américain (° 1er janvier 1902).
- 17 octobre : Emil-Edwin Reinert, réalisateur français (° 16 mars 1903).
- 20 octobre : Adolphe Grimault, peintre français (° 3 juin 1874).
- 22 octobre :
  - Henriette Schønberg Erken, enseignante et écrivaine norvégienne (° 6 novembre 1866).
  - Alexandre Urbain, peintre et graveur français (° 1er mars 1875).
- 24 octobre : Liavon Rydlewski, indépendantiste biélorusse (° 14 octobre 1903).
- 27 octobre : Eduard Künneke, compositeur allemand d'opéras, d'opérettes et de musique pour le théâtre  (° 25 janvier 1885).
- 28 octobre : Hisato Ōzawa, compositeur japonais  (° 1er août 1907).

### Novembre
- 2 novembre :
  - Lester Horton, danseur, chorégraphe et pédagogue américain (° 23 janvier 1906).
  - Léon Lehmann, peintre français (° 14 janvier 1873).
- 4 novembre :
  - André Auffray, coureur cycliste français (° 13 mai 1884).
  - Robert Protin, coureur cycliste belge (° 10 novembre 1872).
  - Károly Szendy, homme politique hongrois (° 7 septembre 1885).
- 8 novembre : Ivan Bounine, écrivain soviétique (° 22 octobre 1870).
- 9 novembre : Abdelaziz ben Abderrahmane Al Saoud, roi d'Arabie saoudite (° 15 janvier 1876).
- 17 novembre : Georges Hourriez, peintre, dessinateur et graveur français (° 19 février 1878).
- 20 novembre : Maurice de Lambert, illustrateur, peintre, décorateur et graveur français (° 9 février 1873).
- 21 novembre : Felice Bonetto, pilote automobile italien  (° 9 juin 1903).
- 22 novembre :
  - Manoel de Aguiar Fagundes, footballeur brésilien (° 22 août 1907).
  - Savely Abramovitch Sorine, peintre et dessinateur russe puis soviétique (° 10 mars 1878).
- 25 novembre : Gaston Schnegg, sculpteur et peintre français (° 4 septembre 1866).
- 26 novembre : François-Charles Baude, peintre français (° 10 janvier 1880).
- 27 novembre : Eugène O'Neill, dramaturge américain (° 16 octobre 1888).
- 29 novembre : 
  - Karl Arnold, dessinateur, caricaturiste et peintre allemand (° 1er avril 1883).
  - Sam De Grasse, acteur canadien (° (12 juin 1875).
- 30 novembre : Francis Picabia, peintre et écrivain français (° 22 janvier 1879).

### Décembre
- 4 décembre : Daniel Gregory Mason, compositeur, critique musical et musicologue américain (° 20 novembre 1873).
- 5 décembre : Maria Pascoli, écrivaine italienne (° 1er novembre 1865).
- 6 décembre : Robert Godding, homme politique belge (° 8 novembre 1883).
- 7 décembre :
  - Bertram Grassby, acteur anglais (° 23 décembre 1880).
  - Victor-Joseph Roux-Champion, peintre, graveur, céramiste et illustrateur français (° 30 septembre 1871).
- 13 décembre :
  - Donato Frisia, peintre italien (° 30 août 1883).
  - Guy Weadick, cow-boy, acteur et promoteur canado-américain (° 23 février 1885).
- 15 décembre : Kishio Hirao, compositeur japonais (° 8 juillet 1907).
- 17 décembre :Alfred Marie Le Petit, peintre, décorateur, graveur et dessinateur humoristique français (° 12 décembre 1876).
- 20 décembre : King O'Malley, homme politique australien (° 2 juillet 1858).
- 23 décembre :
  - Lavrenti Beria, homme politique soviétique (° 29 mars 1899).
  - Sergo Goglidzé, haut dirigeant du NKVD soviétique (° 12 août 1901).
  - Bogdan Koboulov, homme politique russe puis soviétique (° 1er mars 1904).
  - Vsevolod Merkoulov, homme politique russe puis soviétique (° 27 novembre 1895).
- 26 décembre : André Louis Pierre Rigal, peintre et sculpteur français (° 3 juin 1888).
- 31 décembre : Baldwin Cooke, acteur américain (° 10 mars 1888).